# Rolf Harris

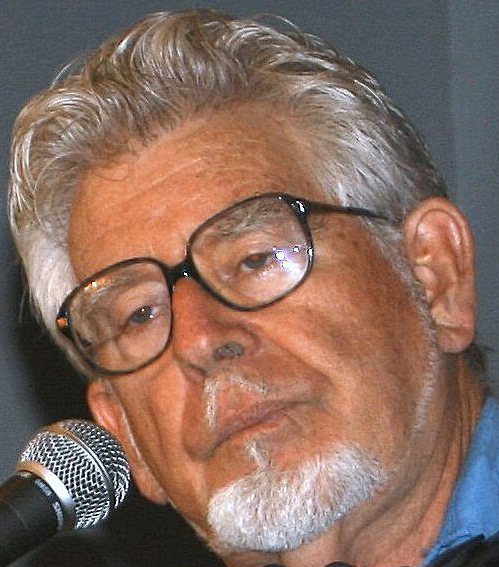
Rolf Harris 2010.

Rolf Harris, född 30 mars 1930 i Bassendean i Perth, Western Australia, död 10 maj 2023 i Bray, Berkshire, Storbritannien, var en australisk sångare, kompositör och TV-personlighet, verksam även i Storbritannien. Han blev känd genom TV-serien The Rolf Harris Show. Han besökte Sverige, där han sjöng "Jag är Sven Gren (med ett extra ben)" (Jake The Peg) och "Släpp min känguru ut, Rut", som var en svensk version av hans stora hit "Tie Me Kangaroo Down, Sport". Harris blev även känd för sin inspelning av den amerikanska sången "Two Little Boys" 1969.
Han ledde under åren 1994–2003 det brittiska TV-programmet Animal Hospital.
Harris dömdes den 4 juli 2014 till fängelse i fem år och nio månader för tolv sexualbrott mot minderåriga under åren 1969 till 1986. Cyniskt nog hade Harris 1985 medverkat i en kortfilm kallad Kids can say no!, som skulle lära barn att avvisa pedofiler. I februari 2017 friades han från ytterligare anklagelser om sexbrott som skulle ha ägt rum mellan 1971 och 2004 mot kvinnor och flickor som vid tillfället skulle ha varit mellan 12 och 27 år. Rättegången skulle ha tagits om och påbörjats den 15 maj 2017, men åklagaren valde att inte fortsätta driva fallet vidare.